# Ljungs slott
Ljung är ett slott i Ljungs socken i Linköpings kommun, Östergötland. Slottet är beläget vid Ljungssjön.

## Beskrivning och läge
Huvudbyggnaden har tre ljusgula våningar, varav bottenvåningen är rusticerad. Den har ett valmat mansardtak och en konsolburen balkong med ett smidesräcke som accent över portalen. Huvudbyggnaden är flankerad av låga envåningsflyglar och är placerad på ett krön av Motala ströms strandsluttning. Göta kanal drogs över slottets marker söder om huvudbyggnaden under tidigt 1800-tal. Från huvudbyggnaden utgår tre alléer, där en leder fram till Ljungs kyrka, vilken därmed knyts till den feodala miljön. Mellan slottet och Motala ström finns en engelsk park.

## Historik
Den nuvarande huvudbyggnaden uppfördes i sten 1774 efter ritningar av hovintendenten Jean Eric Rehn. Byggherre var Axel von Fersen den äldre. Byggnaderna uppfördes under en tjugoårsperiod.
Stora delar av den ursprungliga inredningen från 1780-talet är bevarade och Ljungs slott anses vara en av de viktigaste slottsbyggnationerna från den gustavianska epoken och byggnadsminnesförklarades 1989.

### Tidigare historia
Den tidigare sätesgården i Ljung flyttades till Medevi brunn (där kallad Ljungbyggningen) från sin ursprungliga plats invid Ljungs kyrka. 
I början av 1600-talet var Ljung en obetydlig skattegård. Den köptes 1642 av friherre H. Hamilton och blev då frälse och bebyggdes till säteri. 
1665 såldes det till friherrinnan Agneta Horn (1629–1672) (som författade Agneta Horns lefverne), änka efter friherre Lars Jespersson Kruus. Säteriet övergick med hennes dotter Anna Kruus till presidenten friherre Claes Fleming och såldes efter hans son greve H. Flemings död 1730 till presidenten Hans von Fersen (1683–1736), greve till Ljung och friherre till Steninge.

### Fersenska ätten
Under Hans von Fersens tid tillökades godset med flera hemman och hans änka gjorde det till fideikommiss för yngste sonen Axel von Fersen den äldre 1747. Denne tillökade godset genom köp. Hans söner Axel von Fersen d.y. och Fabian Reinhold von Fersen samt den senares bägge söner var efter annan ägare till Ljung fram till 1839, då grevliga fersenska ätten utgick på svärdssidan (manslinjen). Louise von Fersen  ärvde Ljung. Hon levde slösaktigt tillsammans med sin man Carl Gyldenstolpe och spelade bort hela sin förmögenhet. Ljung såldes på offentlig auktion 1868 och inropades av Skandinaviska Kreditaktiebolaget, som omedelbart sålde vidare till kammarherren Claes von Mecklenburg (död 1890).

### Senare ägare
Claes von Mecklenburgs arrenderade i sin tur ut mark till "Aktiebolaget för hvitsockerindustri i Sverige", som ägdes av von Mecklenburg och ett konsortium av tyska affärsmän. Detta företag startade odling av betor och byggde Ljungs sockerbruk på ägorna. Fabriken slog dock igen efter endast två år.
Hans änka Helena von Mecklenburg avyttrade 1906 godset till Elon Larsson och Fredrik Rosin. Efter två år sålde dessa godset till ett konsortium, bestående av godsägaren A. Lindström, riksdagsmannen G. Andersson i Kolstad och brukspatronen O. Lundquist på Bona. Omedelbart efter detta köp övertogs huvudgården med utgårdarna Nybble, Släta postgård och Norrby av A. Lindström. De till egendomen hörande vattenfallen i Motala ström hade Larsson och Rosin sålt till Statens järnvägar och skogen till staten. De flesta utgårdar som förut hörde till Ljung övertogs av enskilda personer.
Ljungs gods ägs sedan 1949 av släkten Nordenhed.

## Slottet idag
De nu omöblerade rummen speglar slottets dramatiska historia. Mycket finns bevarat såsom kakelugnar och dekorerade dörrar, dörröverstycken och golv. Slottet är privatägt, men visas sommartid av Föreningen Ljung Slotts Bevarande. 
I dag återstår endast delar av industribebyggelsen och en torklada i två våningar med rödfärgad panel och längsgående ventilator samt matsalen, det fd lokomobilhuset, i form av en putsad gul byggnad. I den norra delen av industriområdet ligger en arbetarbostad, en disponentvilla samt en smedja. Arbetarbostaden uppfördes i tegel i två våningar omkring 1839 och har putsade väggar och tegeltak. Huset innehöll ursprungligen nio lägenheter. Huset renoverades 1909 och 1992. Disponentbostaden timrades ursprungligen under 1700-talet, tillbyggdes 1839 och moderniserades 1930. Det är en träbyggnad i en våning försedd med rödfärgad locklistpanel med förvandringspanel i gavelröstena. Byggnaden har verandor åt öster och väster. Sydväst om bruket uppkom på 1930-talet ett litet villaområde bestående av fem bostadshus av varierande ålder. Det äldsta är från 1934